# Alai Oli
Alai Oli (Алаи Оли) — российская независимая музыкальная группа, образованная Ольгой Маркес и Александром Шаповски в 2004 году в Екатеринбурге, ныне базирующаяся в Санкт-Петербурге.

## История

### 2004—2006
Группа существует с 29 сентября 2004 года (дата первого концерта Alai Oli в Екатеринбурге, в клубе PV in Березовский). Название «Alai Oli» было взято из сказки солистки Ольги Маркес «Железный лев». Согласно сюжету сказки, эта фраза означает «нести позитив». Примерно в то же время записывается первое демо — «Бог есть любовь». С этого момента группа ведёт активную концертную деятельность в родном городе, и уже через несколько месяцев из Москвы поступает предложение выступить на фестивале «60 лет Бобу Марли» в ДК Горбунова, на одной сцене с пятью лучшими регги-группами России и вокалистом Massive Attack Хорасом Энди.
На протяжении 2005 года группа активно гастролирует и принимает участие во множестве всероссийских летних фестивалей. В начале 2006 года Alai Oli дают концерт в московском клубе «Точка».

### 2007—2012
Первый альбом группы «Да, Бро?» был выпущен в 2007 году. Он открыл музыкантам дорогу на многие крупные площадки и фестивали. Так, в клубе «Б1 Maximum» состоялось выступление с легендой регги-музыки Ли «Скретчем» Перри.
Под конец 2008 года Alai Oli выпустила второй альбом «Снежная Барселона». 2009 год был ознаменован для группы переездом из Екатеринбурга в Санкт-Петербург и выступлением в Москве с Ману Чао на открытой площадке «Зелёный театр».
В 2009 году в группу приходит трубач с классическим музыкальным образованием Илья Флюгельтауб. Это событие окончательно сформировало узнаваемый звук группы.
С 2009 по 2011 год группа гастролирует длительными турами по России, кроме этого, дает концерты в городах Европы (Таллин, Вильнюс, Рига, Цюрих, Мюнхен, Берлин).

В декабре 2011 года группа выпускает третий официальный альбом под названием Satta Massagana. Релиз стал для команды поворотом в творчестве: после него Alai Oli уже не возвращаются в регги, развивая новое звучание. Ольга Маркес дала такие пояснения к альбому:
«Альбом Satta Massagana отличается от тех альбомов, что были написаны после школы. Петь каждый раз про то, что все хорошо, когда на самом деле тебя мучают сомнения и терзания все тяжелее. В этом альбоме я такая, какая я есть. Если вам не нравится этот альбом, значит, вам не нравлюсь я. Но это не плохо — невозможно нравиться всем. Глупо ожидать от мира, что он будет принимать вас такими, как вы есть, если вы постоянно носите маски».
В марте 2012 года группа выпустила мини-альбом «Главное», в который вошли треки: «Главное», «Искры» и «Долбанный космос». В течение года музыканты вели работу над новым альбомом «Колыбельные для рудбоя», релиз которого состоялся в ноябре того же года.
К юбилею группы «Аквариум» в 2012 году, в рамках проекта от сайта Лента.ру, группа Alai Oli исполнили кавер на песню «Сестра».

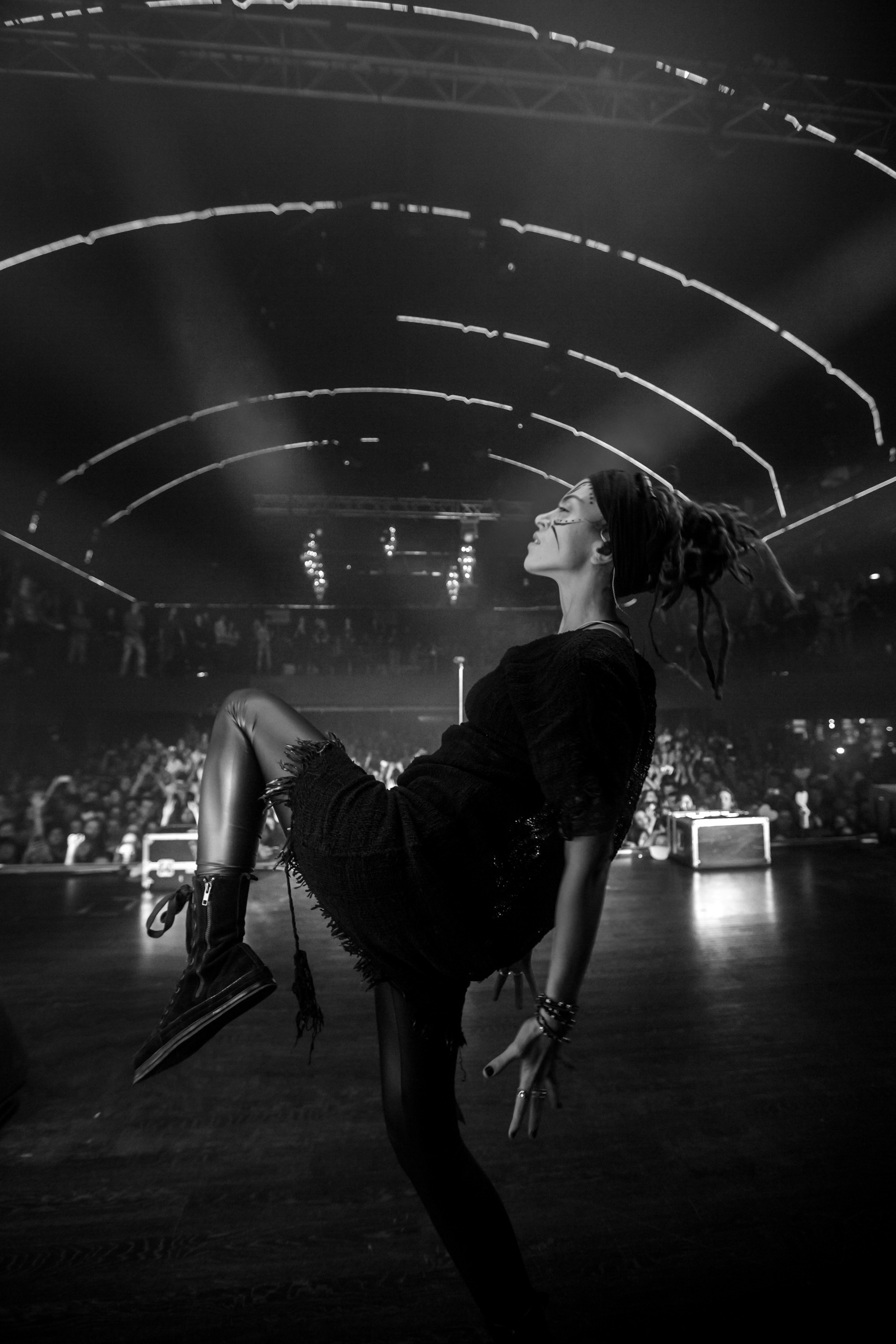
Ольга Маркес на концерте в «Известия Hall», ноябрь, 2014. Фотограф: Кристина Кис

### 2014 ― 2015
В 2014 году группа празднует своё десятилетие большим концертом в родном Екатеринбурге, а также концертами в Санкт-Петербурге и Москве.
В марте 2015 года Alai Oli сыграли концерт с симфоническим оркестром, программу которого придумал и реализовал трубач Илья Фльюгельтауб. Кроме этого, группа начинает трудиться над новым альбомом. По словам Ольги Маркес, работа над релизом проходит так, как никогда раньше не проходила. В новой пластинке Alai Oli хотят воплотить абсолютное равновесие светлой и темной сторон.

### 2016
13 января 2016 года группа представила клип на песню «Тлен». По словам режиссёра клипа Алины Пязок, образ Ольги Маркес в клипе был вдохновлен Марлой Зингер из «Бойцовского клуба» Чака Паланика.

21 апреля прошла премьера 5 альбома группы «Равновесие и глубина». В альбом было включено 13 треков. Поклонники группы получили возможность услышать новый релиз в двух версиях: на следующее утро после премьеры для прослушивания стал доступен «красный» альбом (первая версия называлась «синий» альбом). Как было сказано в комментарии к записи, версии песен отличаются подходом к сведению и некоторыми партиями инструментов.
«Почему мы выпускаем сразу две версии? Первая — это вариант качественного и четкого производства и сведения звука. Второй — это наш, „ламповый“ материал. То, к чему я привыкла в наушниках, то, что кажется мне теплым и настоящим. „Синий“ альбом подойдет, чтобы качать в тачке. „Красный“ — для того, чтобы слушать наедине с собой, в наушниках. В версиях есть отличия и в музыке — в некоторых партиях и балансе. Найдите 10 отличий и выберите свой любимый вариант для каждой песни».

### 2017—2018

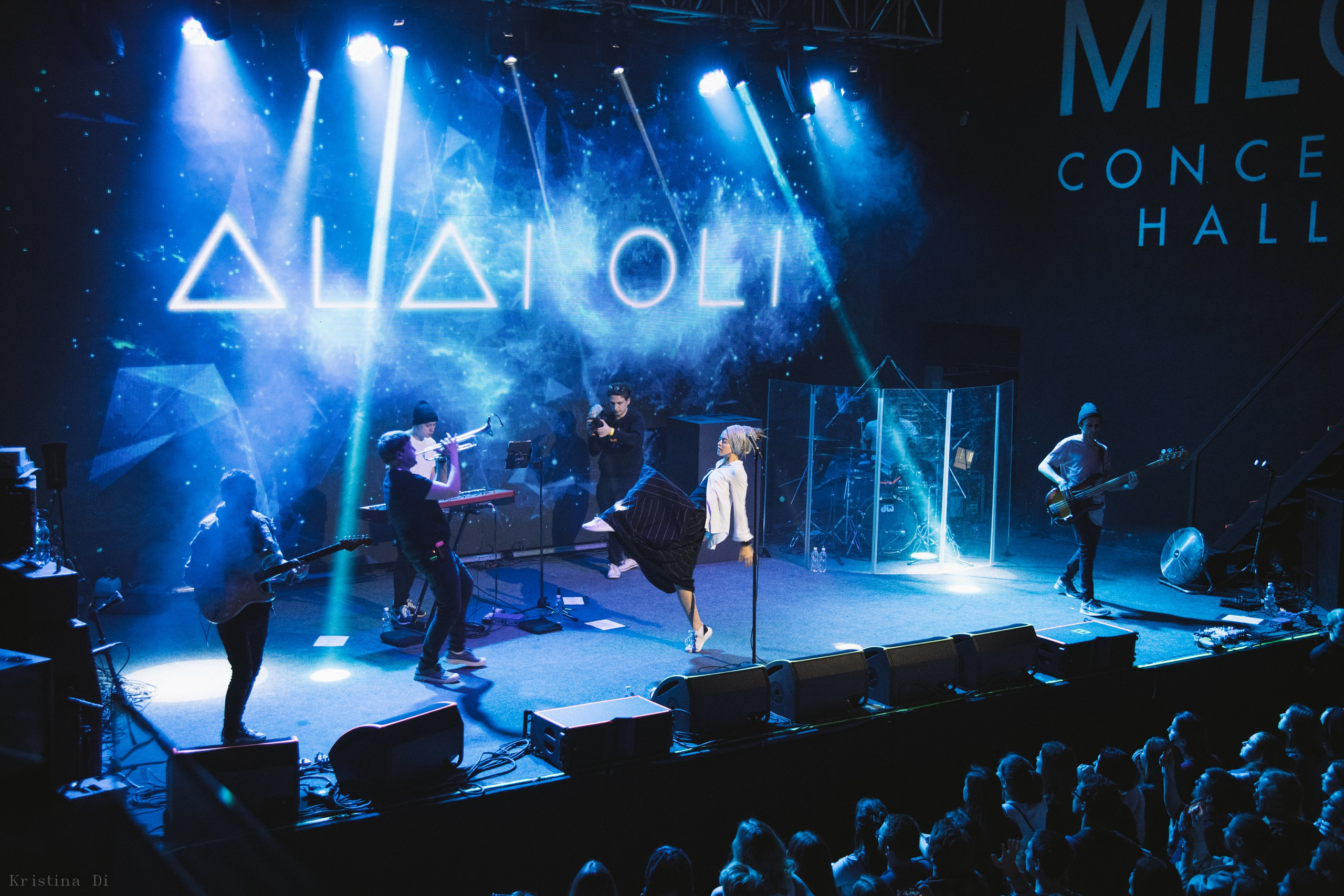
Концерт в Нижнем Новгороде. Апрель, 2018. Фотограф: Кристина Ди

8 декабря 2017 года группа презентовала в сети мини-альбом «Oshhh», состоящий из трех треков: «Так нельзя играть», «Oshhh» и «Бесконечное Го». Вместе с альбомом было выпущено музыкальное видео на заглавную композицию.
22 марта 2018 года вышел сингл «Город не принимает», записанный совместно с Влади («Каста»). После релиза песня попадает в хит-парад «Чартова Дюжина» на Нашем Радио.
В это же время в Москве и Санкт-Петербурге группа представила на закрытых показах музыкальный не-фильм «Alice» режиссёра Виталия Акимова, который связан с готовящимся на тот момент к выходу одноимённым альбомом группы.

Сам музыкальный альбом «Alice» стал доступен для прослушивания 1 апреля 2018 года.
«Алиса — это архетип в центре нескольких реальных историй, объединённых в одну. 12 треков, визуальный альбом не-фильм, снятый Виталием Акимовым — все это является частью „Alice“. Алиса — это не выдуманный персонаж, как и диалоги в фильме, записанные на диктофон или камеру. Одна и та же история происходит с ней раз за разом, и есть ощущение, что она встречается с единственной родной душой, предназначенной ей — только встречает она её в разных людях. Алиса — это не один человек. Альбом имеет кольцевую композицию. Любая из глав может быть первой, любая может быть последней. Поэтому в этой истории нет настоящего начала или конца.»

## Дискография

### Студийные альбомы
- 2007 — «Да, бро?»
- 2008 — «Снежная Барселона»
- 2011 — «Satta Massagana»
- 2012 — «Колыбельные для рудбоя»
- 2016 — «Равновесие и глубина»
- 2018 — «Alice»
- 2019 — «Sad Princess»[15]
- 2021 — «Человек, который пытается переехать из Петербурга в Москву»
- 2022 — «Последний из ушедших»
- 2022 — «Снег и пепел, Volume 1: синглы и раритеты»
- 2023 — «Снег и пепел, Volume 2: ТТП»

### Мини-альбомы
- 2012 — «Главное»
- 2013 — «Дурге»
- 2017 — «Oshhh»

### Синглы
- 2014 — «Медея» (feat. Вы соглашаетесь)
- 2017 — «Три полоски» (feat. Animal ДжаZ)
- 2018 — «Город не принимает» (feat. Влади)
- 2020 — «Остается дома»

### Участие на альбомах других исполнителей
- Bumble Beezy — «BeezyNOVA: Side Effects» («Утром»)

## Состав группы[16]
Текущий состав:
- Ольга Маркес ― вокал;
- Александр Шаповски ― бас-гитара;
- Денис Харлашин ― гитара;
- Илья Флюгельтауб ― труба, флюгельгорн;
- Руслан Гаджимурадов ― ударные;
- Андрей Артемьев ― клавишные.

Бывшие участники:
- Илья Липатов — ударные;
- Дмитрий Лаврентьев — гитара;
- Владимир (дядя Вова) Федотовских — барабаны;
- Петр Рожин — перкуссия;
- Алексей (Жир) Пономарев — барабаны;
- Сергей Карманов — саксофон;
- Станислав Гуляев — саксофон;
- Максимилиан Максоцский ― ударные;
- Константин Смирнов ― ударные;
- Вера Мусаелян — клавишные.